# Hoà An
Hoà An is een xã in het district Chợ Mới, een van de districten in de Vietnamese provincie An Giang in de Mekong-delta.